# Koninklijk Haarlems Mannenkoor Zang en Vriendschap
Het Koninklijk Haarlems Mannenkoor Zang en Vriendschap is een Nederlands mannenkoor uit Haarlem, opgericht op 20 februari 1830 onder de naam Liedertafel Zang en Vriendschap. Het is het oudste nog bestaande mannenkoor van Nederland en telt circa 75 leden. Het koor is niet gebonden aan religieuze of politieke overtuigingen en voert een breed repertoire uit. Het koor wordt sinds april 2025 gedirigeerd door Bas Halsema.
Het koor repeteert wekelijks op maandag-avond en treedt regelmatig op in binnen- en buitenland.

## Geschiedenis

### Oprichting en vroege jaren (1830–1867)
Het koor werd op 20 februari 1830 opgericht door J.E. Schmitz, een hoefsmid uit de Grote Houtstraat in Haarlem. Het oorspronkelijke gezelschap bestond uit negen mannen die wekelijks bijeenkwamen om te zingen. Het eerste publieke optreden vond plaats op 2 mei 1832 voor 39 genodigden. Het motto van de vereniging luidde: “Doel van ons verenigd pogen is Zang door Vriendschap te verhogen.”

### Liedertafel en groeiende reputatie
In de tweede helft van de 19e eeuw ontwikkelde Zang en Vriendschap zich tot een van de toonaangevende mannenkoren in Europa. Onder leiding van dirigent Willem Robert (1883–1914) werd het koor internationaal erkend. Een hoogtepunt was de overwinning op het zangconcours in Keulen in 1902, waar het koor als eerste buitenlandse deelnemer de prestigieuze Kaizerpreis won. Deze prijs bestond uit een gouden medaille en een geldbedrag van 3000 mark.

### Koninklijk predicaat en beschermheren
In 1890 ontving het koor het predicaat Koninklijk. In 1902 werd prins Hendrik beschermheer van het koor. Na zijn overlijden nam prins Bernhard deze rol op zich, die hij bekleedde van 1946 tot zijn overlijden in 2004.

### Verenigingsgebouw

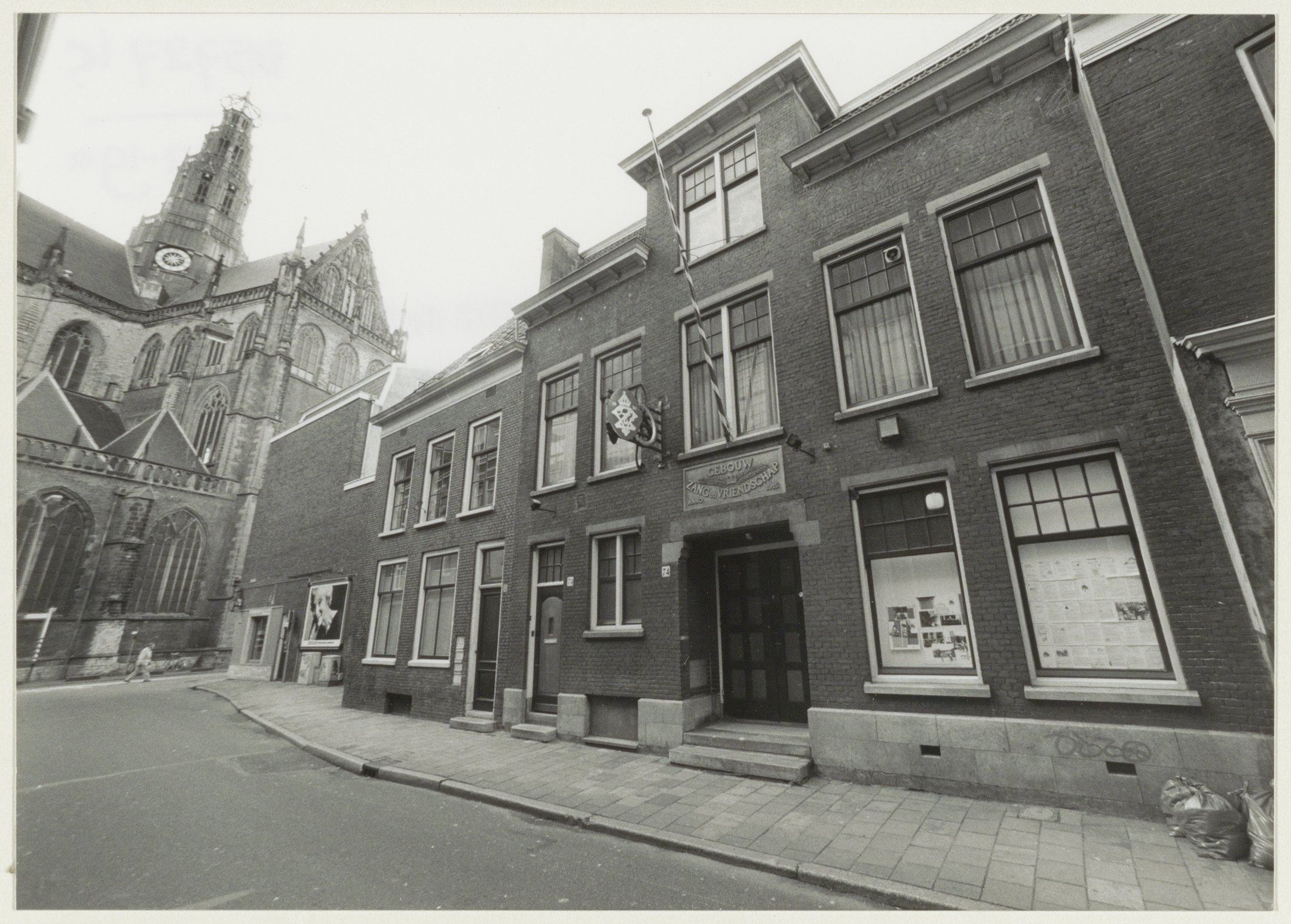
Het verenigingsgebouw van Zang en Vriendschap aan de Jansstraat (1992)

Op 14 juli 1915 werd het verenigingsgebouw aan de Jansstraat in Haarlem ingewijd. Het pand was een schenking van twee vermogende leden en geldt als een unicum onder Nederlandse koren.
Het koor en het gebouw zijn aparte entiteiten, zodat beide juridisch van elkaar gescheiden zijn.

### Jubilea
In 1930 vierde het koor zijn 100-jarig bestaan met een jubileumconcert onder leiding van de Vlaamse dirigent Lieven Duvosel. Aan het concert namen tien koren deel, waaronder de Mastreechter Staar en het Duitse koor Polyhymnia uit Keulen. In dat jaar telde het koor 220 leden.
In de jaren 2020 schommelde het ledenaantal rond de 70, waarmee het ondanks terugloop in belangstelling voor mannenkoren tot de grotere gezelschappen in Nederland behoort. In 2025 vierde het koor zijn 195-jarig bestaan.

## Activiteiten

### Concerten
Het koor heeft in zijn bestaan vele bijzondere concerten gegeven. In 1913 werd een benefietconcert georganiseerd voor ontslagen trammedewerkers van de paardentram. Op 28 juli 1928 trad het koor samen met andere koren op tijdens de officiële opening van de Olympische Zomerspelen 1928 in Amsterdam, onder leiding van Fred Roeske. In 1964 voerde Zang en Vriendschap onder leiding van dirigent Jan Laarveld delen van Bachs Matthäus Passion uit. Dit was een ambitieuze keuze voor een mannenkoor, omdat het werk oorspronkelijk is geschreven voor gemengd koor en orkest. In het recente verleden werd onder meer opgetreden met Tania Kross, Niels Geusebroek en bij een uitzending van Podium Witteman met Youp van 't Hek.

### Opnamen
In 1926 nam het koor voor het eerst een grammofoonplaat op bij Columbia Gramophone in Londen. De opname bestond uit zes platen, met onder meer het werk Ecce, quomodo moritur en Rots in Zee.. In 2025 nam het koor opnieuw een 78-toerenplaat op tijdens het Haarlem Vinyl Festival, ter gelegenheid van het 45-jarig bestaan van De Weergever, een vereniging van verzamelaars van historische geluidsdragers. Deze opname werd gemaakt met dezelfde microfoon als in 1926, destijds de modernste van zijn tijd.

## Dirigenten
- J.E. Schmitz (1830–1867)
- Willem Robert (1883–1914)
- Fred Roeske (1914–1923)
- Lieven Duvosel (1924–1930)
- Frits Schuurman (1930–1946)
- Jack P. Loorij (1946–1963)
- Jan Laarveld (1963–1970)
- Lucas Vis (1970–1971)
- Bart van Beinum (1971–1973)
- Wouter Schmidt (1973–1994)
- Johan Bril (1994)
- Piet Hulsbos (1995-2011)
- Arno Vree (2012–2025)
- Bas Halsema (2025–heden)